# Simulium marocanum
Simulium marocanum är en tvåvingeart som beskrevs av Bouzidi och Giudicelli 1988. Simulium marocanum ingår i släktet Simulium och familjen knott.
Artens utbredningsområde är Marocko. Inga underarter finns listade i Catalogue of Life.